# Mariaga
Mariaga è una frazione geografica del comune italiano di Eupilio posta sulle rive del lago del Segrino a nord del centro abitato, verso Canzo.

## Storia
Mariaga fu un antico comune del Milanese.
Registrato agli atti del 1751 come un villaggio di soli 80 abitanti incluso nella Corte di Casale, nel 1786 entrò per un quinquennio a far parte della Provincia di Como, per poi cambiare continuamente i riferimenti amministrativi nel 1791, nel 1797 e nel 1798.
Portato definitivamente sotto Como nel 1801, alla proclamazione del Regno d'Italia nel 1805 risultava avere 162 abitanti. Nel 1809 il municipio fu soppresso su risultanza di un regio decreto di Napoleone che lo unì per la prima volta a Penzano, ma il Comune di Mariaga fu restaurato nel 1816 dagli austriaci dopo il loro ritorno. Il ritorno all'autonomia municipale fu però di breve durata, dato che lo stesso governo viennese dovette constatare l'avvenuta fusione urbanistica con la vicina località di Carella: il 3 gennaio 1822 dunque, con un atto assai atipico per la provincia di Como, l'amministrazione asburgica tornò sui suoi passi abolendo di nuovo il comune che fu annesso a Carella, che con l'occasione mutò nome in Carella con Mariaga.